# Krishna Bahadur Rana
Krishna Bahadur Kunwar Rana (कृष्ण बहादुर राणा - Kṛṣṇa Bahādura Rāṇā; 1823 – 9 agosto 1863) è stato un politico nepalese, Maharaja di Lambjang e Kaski, generale e Primo ministro del Regno del Nepal nel 1857.
Apparteneva alla potente famiglia Rana, che ha tenuto le redini del governo nepalese dal 1846 al 1951. È stato a sua volta Primo ministro del Nepal per un breve periodo in sostituzione del fratello Jang Bahadur.